# Cercedilla
Cercedilla er en by og kommune i det centrale Spanien i Madrid-regionen. Den har et indbyggertal på 7.647 (2024) indbyggere.